# Béthincourt
Béthincourt è un comune francese di 27 abitanti situato nel dipartimento della Mosa nella regione del Grand Est.

## Società

### Evoluzione demografica
Abitanti censiti